# Uplistsije

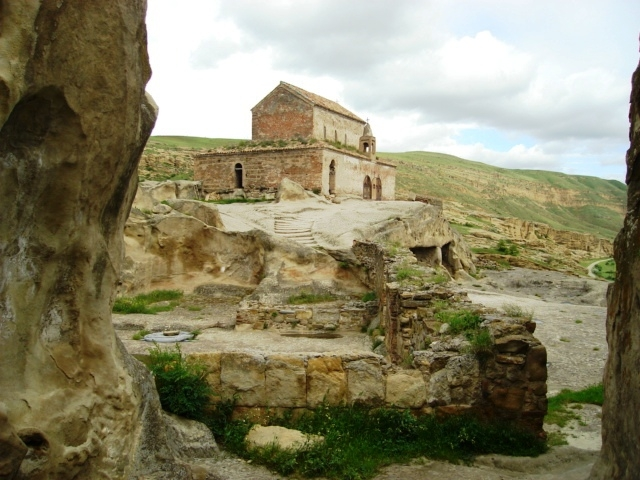
El complejo de cuevas de Uplistsikhe con una basílica cristiana de tres naves construida en los siglos IX-X.

Uplistsije (en georgiano: უფლისციხე; literalmente, 'la fortaleza del señor') es una antigua ciudad excavada en la roca localizada en el centro de Georgia, a unos 10 kilómetros al este de la ciudad de Gori, en la región de Shida Kartli.
Construida en un alto acantilado rocoso de la ribera izquierda del río Mtkvari (el Kurá), tiene varias construcciones datadas desde la Edad del Hierro hasta la Baja Edad Media, y destaca por la combinación única de varios estilos de culturas rupestres de Anatolia e Irán, así como por la coexistencia de arquitectura pagana y cristiana.
La ciudad rupestre de Uplistsikhe está desde 2007 incluido en la lista tentativa del Patrimonio de la Humanidad de la Unesco.

## Historia

Plano de la ciudad rupestre de Uplistsikhe.

Uplistsikhe es identificada por los arqueólogos como uno de los asentamientos urbanos más antiguos de Georgia. Estratégicamente ubicado en el corazón del antiguo reino de Kartli (o de Iberia, como era conocido por los autores clásicos), que surgió como un importante centro político y religioso del país. La edad e importancia de la ciudad llevaron a la tradición escrita georgiana medieval a atribuir su fundación al mítico Uplos, hijo de Mtskhetos, y nieto de Kartlos.
Con la cristianización de Kartli a principios del siglo IV, parece que Uplistsikhe entró en decadencia y perdió su posición frente a los nuevos centros de cultura cristiana, Mtskheta y, más tarde Tbilisi. Sin embargo, Uplistsikhe resurgió como un bastión georgiano principal durante la conquista musulmana de Tbilisi en el siglo VIII y IX, en la época del principado de Iberia.  Las incursiones de los mongoles en el siglo XIV supusieron el eclipse de la ciudad:  fue prácticamente abandonada, y sólo se utilizó ocasionalmente como un refugio temporal en tiempos de intrusiones extranjeras.

## Arquitectura

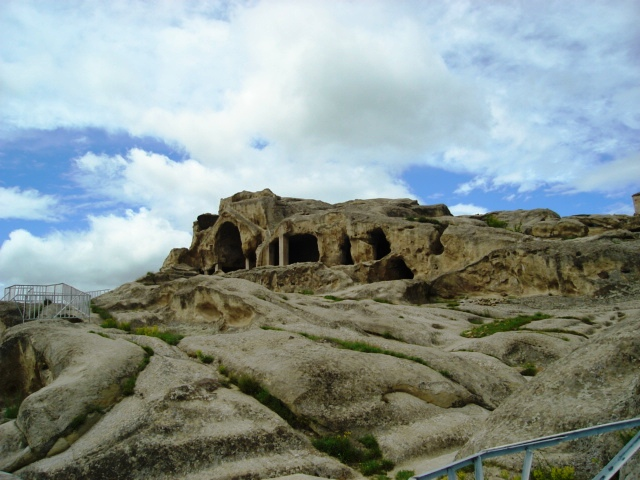
El núcleo de cuevas en la parte central de Uplistsikhe.

El complejo de Uplistsikhe se puede dividir tentativamente en tres partes: sur (inferior), media (central) y norte (arriba), que cubren un área de aproximadamente 8 hectáreas.  La parte media es la más grande y tiene un núcleo de edificaciones talladas en la roca; está conectada con la parte sur a través de un estrecho paso excavado en la roca y de un túnel. Estrechos callejones y algunas escaleras irradian desde la calle central.
La mayoría de las cuevas están desprovistos de cualquier decoración, aunque algunas de las edificaciones más grandes están cubiertas con bóvedas-túnel, con la piedra tallada imitando troncos. Algunas de las construcciones rupestres más grandes también tienen nichos en la parte posterior o lateral, que pueden haber sido utilizadas con fines ceremoniales.
En la cumbre del complejo hay una basílica cristiana construida en piedra y ladrillo de los siglos IX-X. Las excavaciones arqueológicas han descubierto numerosos objetos de diferentes épocas, incluyendo joyas de oro, plata y bronce, y muestras de cerámica y esculturas. Muchos de estos objetos se conservan en el Museo Nacional de Georgia(en Tbilisi Museo Simon Janashia de Georgia).
Varias partes de las zonas más vulnerables quedaron completamente destruidas por el terremoto de Gori de 1920. La estabilidad del monumento aún está en riesgo sustancial, lo que llevó al Fondo del Patrimonio Cultural de Georgia (un proyecto conjunto del Banco Mundial y el Gobierno de Georgia) a poner en marcha un programa limitado de conservación en 2000.